# O iubire suedeză
O iubire suedeză (titlu original: En kärlekshistoria) este un film suedez romantic din 1970 regizat de Roy Andersson. Rolurile principale au fost interpretate de actorii Ann-Sofie Kylin și Rolf Sohlman ca doi adolescenți care se îndrăgostesc. Inspirat de noul val cehoslovac, filmul a fost debutul lui Andersson în lungmetraj și a avut succes în Suedia și în străinătate.

## Distribuție
- Ann-Sofie Kylin - Annika
- Rolf Sohlman - Pär
- Anita Lindblom - Eva
- Bertil Norström - John Hellberg
- Lennart Tellfelt - Lasse
- Margreth Weivers - Elsa
- Arne Andersson - Arne
- Maud Backéus - Gunhild
- Verner Edberg - Verner
- Elsie Holm - Guest at Crayfish Party
- Tommy Nilsson - Roger
- Gunnar Ossiander - Bunicul lui Pär
- Gunvor Ternéus - Guest at Crayfish Party
- Lennart Tollén - Lennart
- Björn Andrésen - Prietenul lui Pär